# Охотино (Смоленская область)
Охотино — деревня в Вяземском районе Смоленской области России. Входит в состав Ермолинского сельского поселения. Население — 17 жителей (2007). 
Расположена в восточной части области в 15 км к северо-востоку от Вязьмы, в 3 км южнее автодороги М1 «Беларусь», на берегу реки Менка. В 13 км южнее деревни расположена железнодорожная станция О.п. 22-й км на линии Вязьма — Калуга.
| 2015 |
| ---- |
| 7    |

## История
В годы Великой Отечественной войны деревня была оккупирована гитлеровскими войсками в октябре 1941 года, освобождена в марте 1943 года. 